# 寒風山 (岩手県)
寒風山（かんぷうさん）とは、岩手県盛岡市川目にある山である。標高は428mである。山頂からは、盛岡市や、岩手山を望むことができる。
山頂の西側約1キロメートルに岩手県道36号上米内湯沢線が通り、県道36号の沿線には盛岡競馬場がある。また、競馬場付近から山頂近くまで林道が通る。
山の南側を国道106号、北側をJR東日本 山田線が通っている。